# トップフライト
トップフライト（Top Flight、1929年 - 1949年）は、アメリカ合衆国のサラブレッドの競走馬、および繁殖牝馬。2歳時から牝馬路線の競走を席巻し、アメリカ最優秀2歳牝馬・3歳牝馬に連年で選出された。1966年にアメリカ競馬殿堂入りを果たした。

## 経歴
アメリカ競馬の1920年代を牽引したオーナーブリーダーであったハリー・ペイン・ホイットニーの生産したサラブレッドの一頭である。父Dis Doncはフランスで競走生活を送った馬、母フライアティトは2歳時で5勝を挙げて引退した馬であった。
1930年にハリーが死去したため、トップフライトは相続したコーネリアス・ヴァンダービルト・ホイットニーの所有下で競走馬となった。デビューは2歳時の1931年6月に行われたアケダクト競馬場のクローバーステークスで、これを1馬身差で優勝し、初戦で初勝利を手にした。以後も勝利を重ね、9月のフューチュリティステークスでは同世代の牡馬を相手にしながら優勝を飾り、さらにその翌戦ピムリコフューチュリティでも同じく牡馬を競り落とした。この年はデビューから7戦して負けなしと抜群の成績を残し、トップフライトは後年に最優秀2歳牝馬として選ばれている。
3歳も当初は牡馬との対決を選んだが、年明け初戦のウッドメモリアルステークスでは大きく離された4着と結果を出せず、牝馬路線を歩むことになった。牝馬相手には断然の強さを誇り、ベルモントパーク競馬場のエイコーンステークスでは6馬身差の圧勝を決め、その後コーチングクラブアメリカンオークス、アーリントンオークスと牝馬戦を3連勝している。その後アーリントンクラシックステークスで牡馬と再対決しているが、ここでは5着とふたたび敗れている。
8月に入ってアラバマステークスを優勝したのち、2週間後のデラウェアハンデキャップで古馬と初対戦している。しかしここではハンデキャップも響き、4頭立ての最下位に敗れている。その後レディーズハンデキャップで勝ちを挙げ、9月のポトマックハンデキャップで4着になったのを最後に競走生活を引退、繁殖牝馬となった。

## 引退後
繁殖牝馬としての成績は芳しくなく、生涯で産んだ7頭の産駒中で、ステークス勝ち馬が1頭いる程度であった。1949年に死亡し、その遺骸はホイットニー家の牧場（現ゲインズウェイファーム）に埋葬されている。
のちの1966年、アメリカ競馬名誉の殿堂博物館はトップフライトの競走成績を評価して、同馬の殿堂入りを発表した。

## 評価

### 主な勝鞍
※当時はグレード制未導入
1931年（2歳） 7戦7勝
サラトガスペシャルステークス、スピナウェイステークス、メイトロンステークス、アーリントン＝ワシントンラッシーステークス、クローバーステークス、フューチュリティステークス、ピムリコフューチュリティ
1932年（3歳） 9戦5勝
エイコーンステークス、コーチングクラブアメリカンオークス、アーリントンオークス、アラバマステークス、レディーズハンデキャップ

### 年度代表馬
- 1931年 - アメリカ最優秀2歳牝馬
- 1932年 - アメリカ最優秀3歳牝馬

### 表彰
- 1966年 - アメリカ競馬名誉の殿堂博物館により、殿堂馬として選定される。
- 1999年 - ブラッド・ホース誌の選ぶ20世紀のアメリカ名馬100選において、第66位に選ばれる。
- アケダクト競馬場に、トップフライトの名を冠した「トップフライトハンデキャップ」が創設される。

## 血統表
| トップフライトの血統（ポテイトーズ系（エクリプス系） / St. Simon 4x5x5=12.50%、 Florizel II・Persimmon 4x4=12.50%、 Mannie Gray 5x5=6.25%、 Rosicrucian 5x5=父内6.25%） | トップフライトの血統（ポテイトーズ系（エクリプス系） / St. Simon 4x5x5=12.50%、 Florizel II・Persimmon 4x4=12.50%、 Mannie Gray 5x5=6.25%、 Rosicrucian 5x5=父内6.25%） | トップフライトの血統（ポテイトーズ系（エクリプス系） / St. Simon 4x5x5=12.50%、 Florizel II・Persimmon 4x4=12.50%、 Mannie Gray 5x5=6.25%、 Rosicrucian 5x5=父内6.25%） | （血統表の出典）  | （血統表の出典） |
| 父 Dis Donc 1918 鹿毛 フランス | 父の父Sardanapale 1911 鹿毛 フランス | Prestige | Le Pompon         | Le Pompon        |
| 父 Dis Donc 1918 鹿毛 フランス | 父の父Sardanapale 1911 鹿毛 フランス | Prestige | Orgueilleuse      |                  |
| 父 Dis Donc 1918 鹿毛 フランス | 父の父Sardanapale 1911 鹿毛 フランス | Gemma | Florizel II       | Florizel II      |
| 父 Dis Donc 1918 鹿毛 フランス | 父の父Sardanapale 1911 鹿毛 フランス | Gemma | Agnostic          |                  |
| 父 Dis Donc 1918 鹿毛 フランス | 父の母Lady Hamburg 1908 青鹿毛 アメリカ | Hamburg | Hanover           | Hanover          |
| 父 Dis Donc 1918 鹿毛 フランス | 父の母Lady Hamburg 1908 青鹿毛 アメリカ | Hamburg | Lady Reel         |                  |
| 父 Dis Donc 1918 鹿毛 フランス | 父の母Lady Hamburg 1908 青鹿毛 アメリカ | Lady Frivoles | St. Simon         | St. Simon        |
| 父 Dis Donc 1918 鹿毛 フランス | 父の母Lady Hamburg 1908 青鹿毛 アメリカ | Lady Frivoles | Gay Duchess       |                  |
| 母 Flyatit 1922 鹿毛 アメリカ | 母の父Peter Pan 1904 鹿毛 アメリカ | Commando | Domino            | Domino           |
| 母 Flyatit 1922 鹿毛 アメリカ | 母の父Peter Pan 1904 鹿毛 アメリカ | Commando | Emma C.           |                  |
| 母 Flyatit 1922 鹿毛 アメリカ | 母の父Peter Pan 1904 鹿毛 アメリカ | Cinderella | Hermit            | Hermit           |
| 母 Flyatit 1922 鹿毛 アメリカ | 母の父Peter Pan 1904 鹿毛 アメリカ | Cinderella | Mazurka           |                  |
| 母 Flyatit 1922 鹿毛 アメリカ | 母の母Afternoon 1917 鹿毛 イギリス | Prince Palatine | Persimmon         | Persimmon        |
| 母 Flyatit 1922 鹿毛 アメリカ | 母の母Afternoon 1917 鹿毛 イギリス | Prince Palatine | Lady Lightfoot    |                  |
| 母 Flyatit 1922 鹿毛 アメリカ | 母の母Afternoon 1917 鹿毛 イギリス | Matinee | Broomstick        | Broomstick       |
| 母 Flyatit 1922 鹿毛 アメリカ | 母の母Afternoon 1917 鹿毛 イギリス | Matinee | Audience F-No.4-m |                  |